# Мурата (Міяґі)

38°7′7″ пн. ш. 140°43′21″ сх. д. / 38.11861° пн. ш. 140.72250° сх. д.
Мура́та (яп. 村田町, むらたまち, МФА: [muɾata mat͡ɕi̥]) — містечко в Японії, в повіті Сібата префектури Міяґі. Станом на 1 жовтня 2008 площа містечка становила 78,41 км². Станом на 1 січня 2009 населення містечка становило 12 248 осіб.